# Roberto Valle González
Roberto Valle (Maside, 23 de agosto de 1950 – 30 de julio de 2021) fue un arquitecto español.
Cursó sus estudios en las escuelas técnicas superiores de Arquitectura de Valladolid y Madrid; en esta última tuvo como profesor a Francisco Javier Sáenz de Oiza. Se licenció en 1976 y ese mismo año abrió estudio de arquitectura en Valladolid, ciudad a la que permanecería ligado profesionalmente durante toda su trayectoria. 
En los primeros años de su carrera conjugó el ejercicio profesional con la docencia, siendo profesor de la E.T.S de Valladolid entre 1977 y 1987 en el área de Expresión Gráfica. Durante más de tres décadas trabajó para la Diputación Provincial de Valladolid,.

## Obra
Su obra arquitectónica, desarrollada desde sus primeras obras a mediados de los años setenta, tiene influencias de Álvaro Siza, Alvar Aalto, Sigfried Lewerenz o Peter Zumthor y ha abarcado numerosos registros, desde equipamientos urbanos hasta arquitectura residencial pasando por los que se consideran sus edificios más emblemáticos: museos y equipamientos culturales como el Museo del Vino de Peñafiel (Valladolid) o el Museo Etnográfico de Castilla y León en Zamora.  
En una primera etapa realizó mayoritariamente obras de interiorismo, de equipamiento o dotacionales. Destacan, en este aspecto, diversos bares y locales comerciales en Valladolid o la serie de piscinas proyectadas para la Diputación vallisoletana en distintos pueblos de la provincia. 
Posteriormente llevó a cabo viviendas residenciales, tanto individuales como bloques y torres. Es a partir de mediados de los noventa que comienza a desarrollar su obra más reconocida: el Museo del Vino en Peñafiel, el de las Villas Romanas en Almenara-Puras, el Etnográfico de Castilla y León en Zamora o el Museo del Pan en Mayorga de Campos. Junto con la completa restauración del Teatro Zorrilla de Valladolid o el proyecto para el Centro de Interpretación de los Castillos en Fuensaldaña o la Granja Escuela Jose Antonio, siempre en Valladolid, aparecen como denominadores comunes las intervenciones en edificios históricos y su conversión en equipamientos culturales, algo que logra mediante una delicada fusión entre el respeto por la memoria original de la estructura y la funcionalidad de la propuesta, usando elementos propios de la arquitectura contemporánea para lograr conjuntos armoniosos y equilibrados que respetan la estética del entorno.

### Galería de imágenes

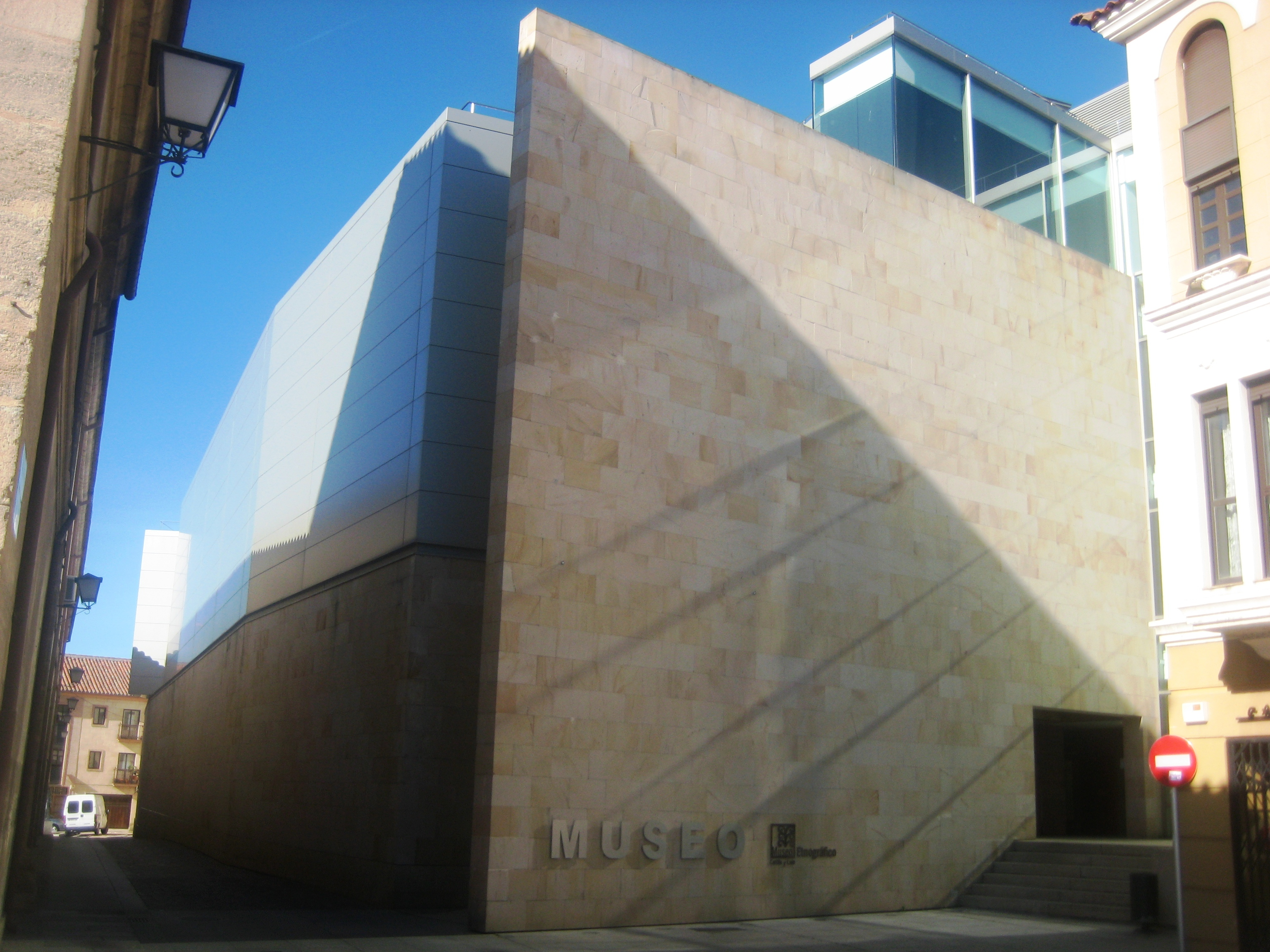
Museo Etnográfico de Castilla y León (Zamora), Fachada principal.
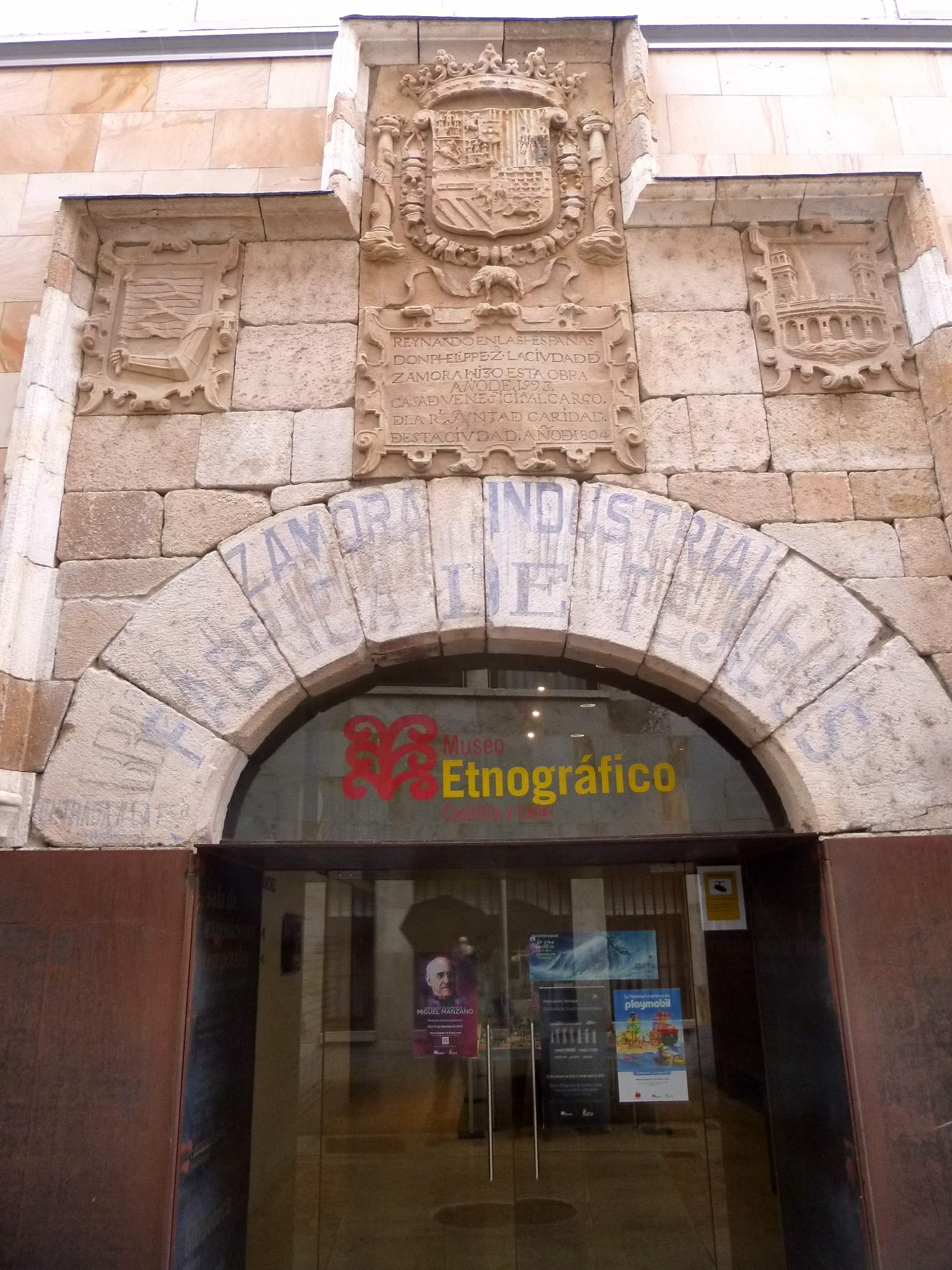
Museo Etnográfico de Castilla y León (Zamora), portada del siglo XVI de la antigua Cárcel Real de Zamora, hoy habilitada como entrada auxiliar al Museo.
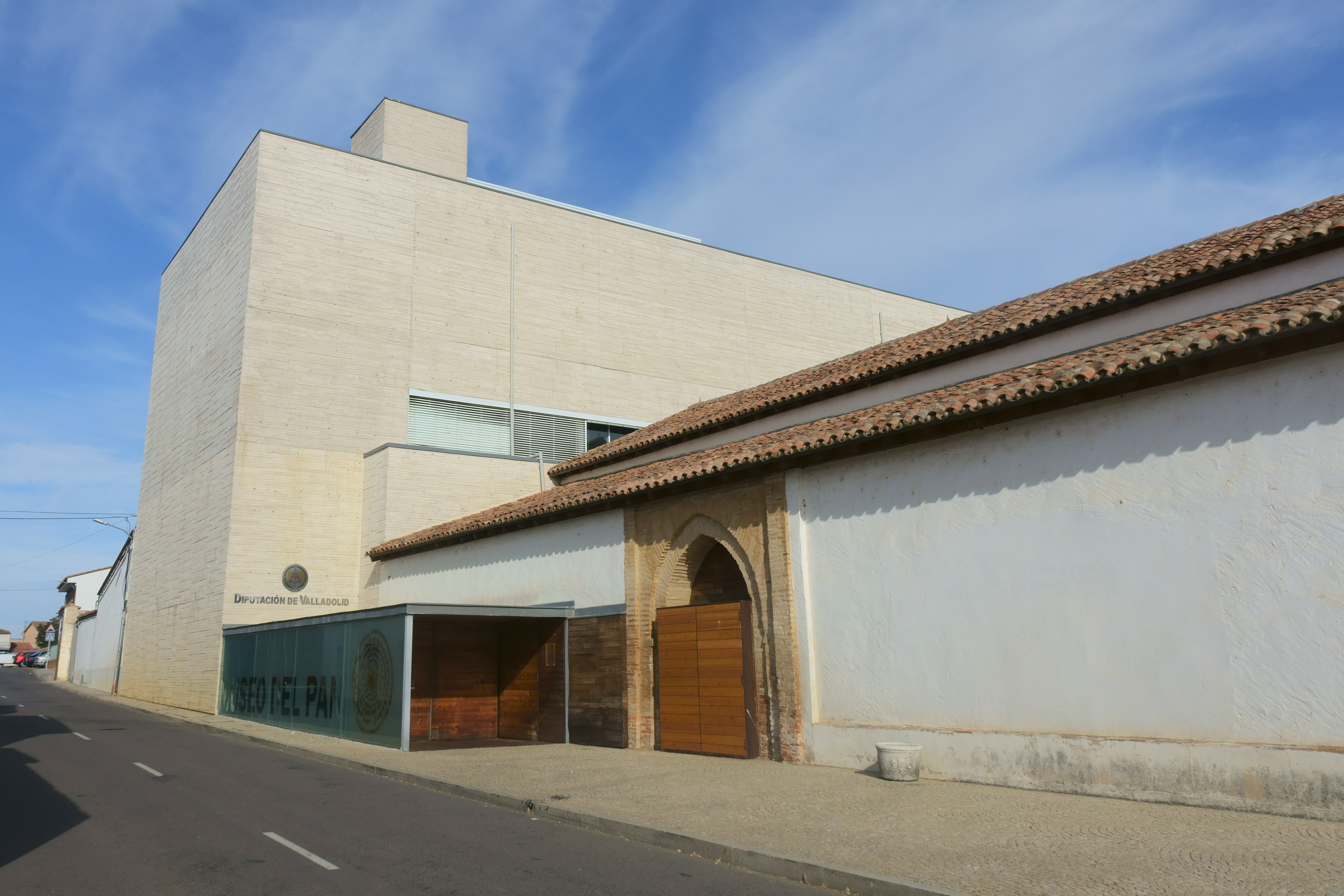
Fachada Museo del Pan, Mayorga.
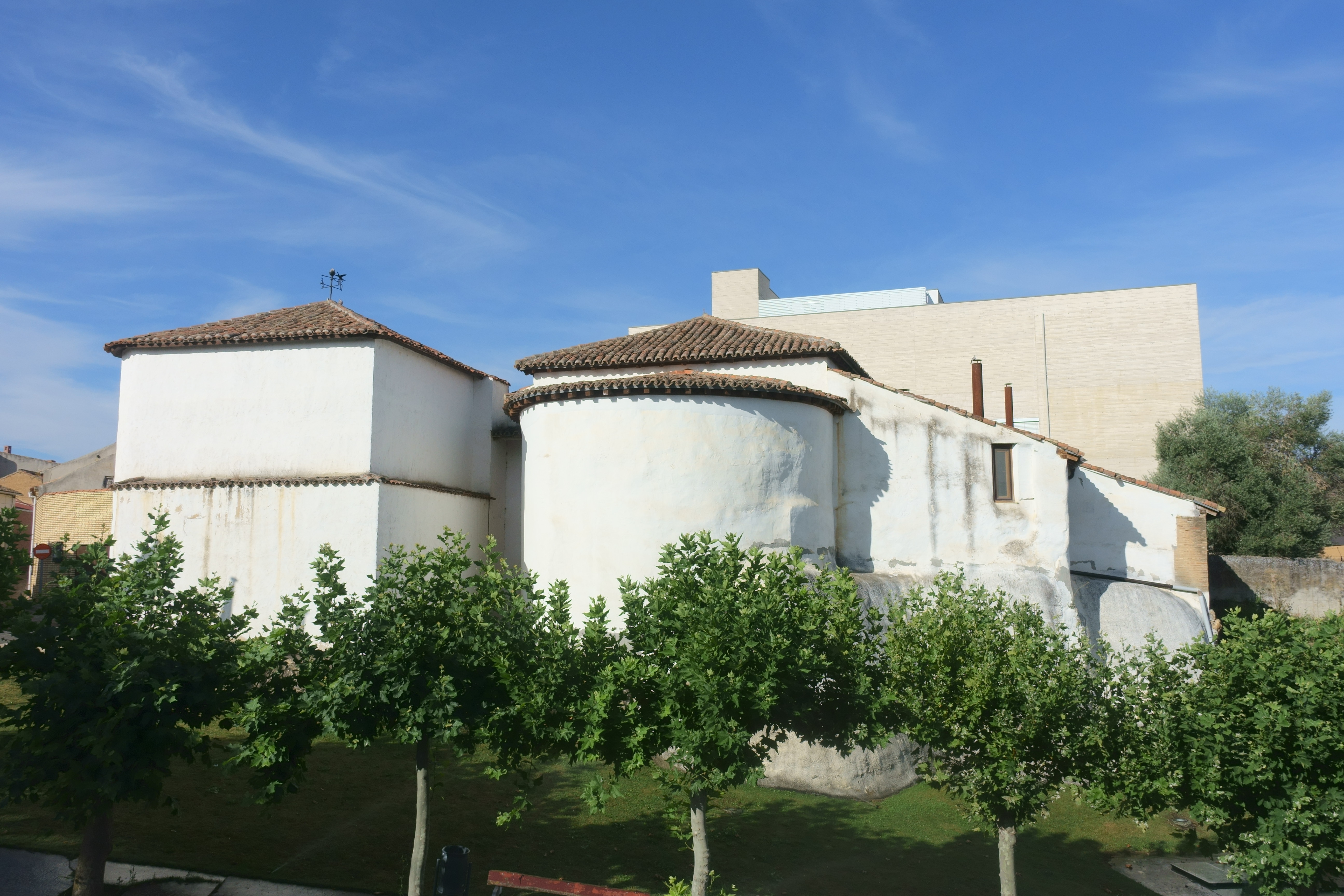
Exteriores Museo del Pan, Mayorga.
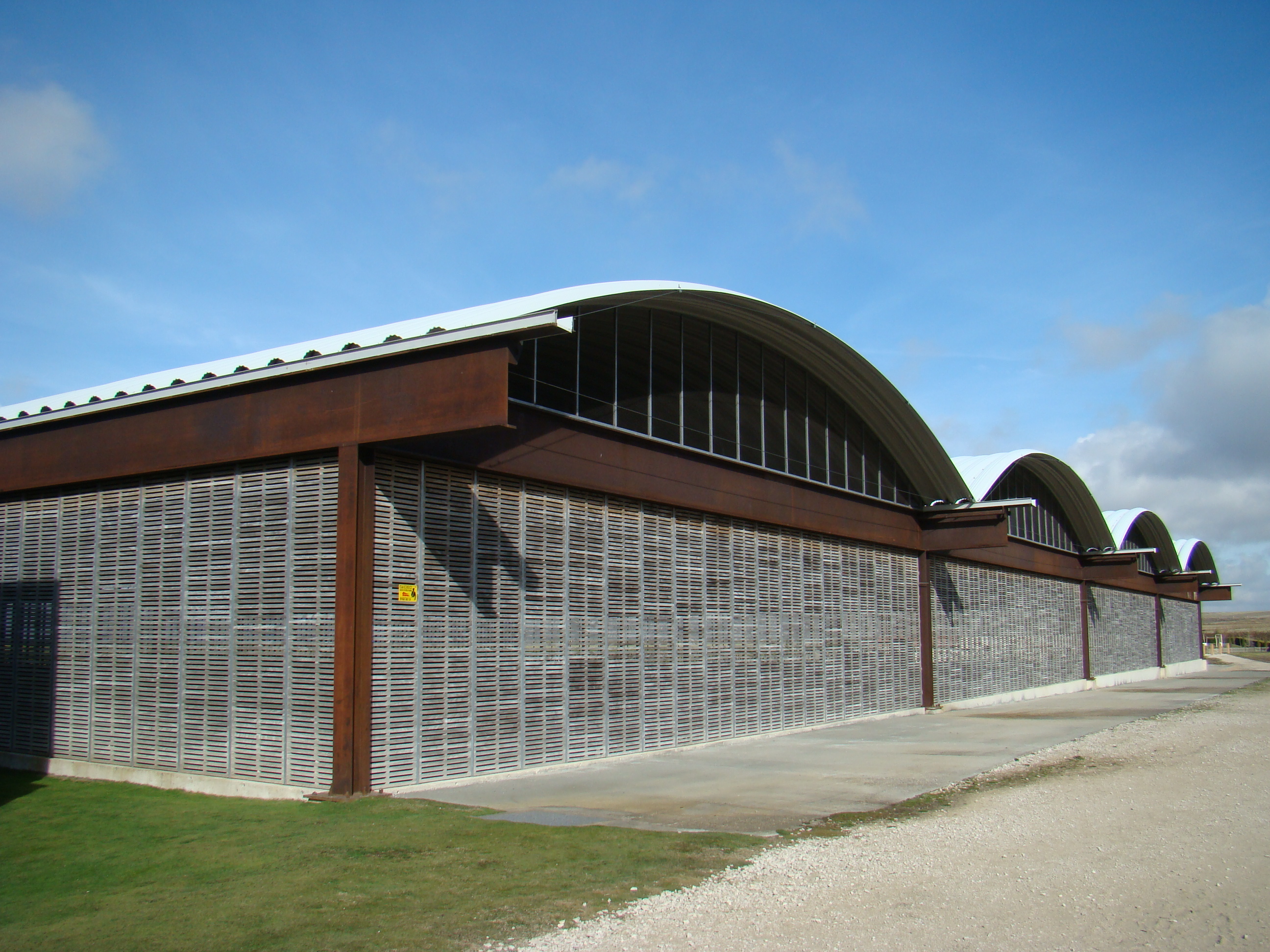
Museo Villas Romanas en Almenara-Puras.

## Premios y reconocimientos
Sus proyectos han recibido reconocimientos importantes, como el Premio Europa Nostra al Museo de la Villa Romana de Almenara-Puras o el Premio Nacional de Arquitectura Dragados-CEOE por el Museo del Vino. 
En el año 2018 el Museo del Patio Herreriano de Valladolid le dedicó la exposición "Roberto Valle, los recursos del arquitecto" y desde 2016 es miembro de número de la Academia de Bellas Artes de Valladolid.
Libro Obras y proyectos en la Diputación de Valladolid: Destacado como finalista por el Jurado del X Premio de Arquitectura de Castilla y León.

## Exposiciones
- Museo de Arte Contemporáneo del Patio Herreriano, Valladolid: "Roberto Valle, los recursos del arquitecto "[12] (2018).
- Sala de Exposiciones de la Diputación Provincial de Valladolid: "Obras y proyectos en la Diputación de Valladolid. Roberto Valle " [13] (2016).